# Anolis adleri
Anolis adleri este o specie de șopârle din genul Anolis, familia Polychrotidae, descrisă de Worthington George Smith în anul 1972. A fost clasificată de IUCN ca specie cu risc scăzut. Conform Catalogue of Life specia Anolis adleri nu are subspecii cunoscute.